# Christoph Hochhäusler
Christoph Hochhäusler (Monaco di Baviera, 10 luglio 1972) è un regista e sceneggiatore tedesco.

## Biografia

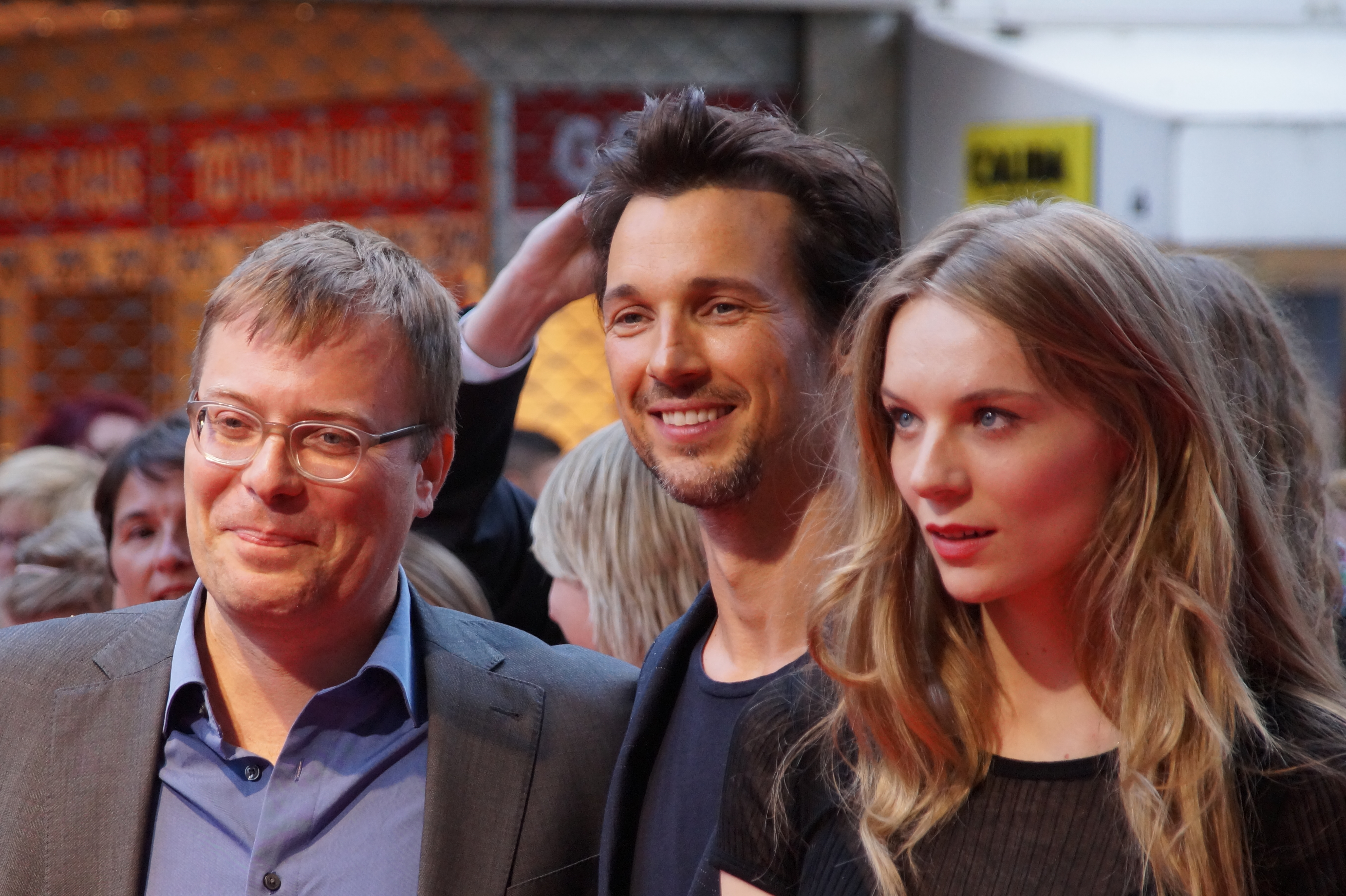
Christoph Hochhäusler, Florian David Fitz e Lilith Stangenberg nel 2015

Dopo aver studiato per due anni architettura all'Università di Berlino, ha fondato la rivista di critica cinematografica Revolver e si è diplomato in regia all'Accademia per la televisione e il cinema di Monaco di Baviera. Dopo aver lavorato come disegnatore di storyboard, montatore del suono e assistente alla regia, nel 2005 ha fatto il suo esordio ufficiale come regista con il film Milchwald, presentato al 53º Festival di Berlino.
Il film che gli ha dato notorietà è stato Unter dir die Stadt, presentato al Festival di Cannes 2010, e per il quale ha vinto il Premio Lola per la migliore sceneggiatura.  Il film successivo Die Lügen der Sieger è stato presentato al Festival internazionale del film di Roma 2014.
Anche attivo in televisione, nel 2012 ha vinto il Premio Adolf Grimme per la miniserie Dreileben.

## Filmografia

### Cinema
- Milchwald (2003)
- Falscher Bekenner (2005)
- Deutschland 09, episodio Séance (2009)
- Unter dir die Stadt (2010)
- Die Lügen der Sieger (2014)
- Bis ans Ende der Nacht (2023)
- La Mort viendra (2024)

### Cortometraggi
- Fieber (1998)